# Richard Paul Rothe
Richard Paul Rothe (ur. 20 lipca 1890 w Löbau, zm. 1 grudnia 1961 w Lipsku) – as lotnictwa niemieckiego Luftstreitkräfte z 5 potwierdzonymi zwycięstwami w I wojnie światowej.
Uzyskał licencję pilota w 1916 roku. Następnie służył jako instruktor lotnictwa do października 1916 roku. W październiku został przeniesiony na front wschodni z przydzielony do FA62. W marcu 1917 roku powrócił do Niemiec do szkoły lotniczej. W lecie 1917 rozstał przeniesiony do eskadry myśliwskiej Jagdstaffel 14. Pierwsze zwycięstwo odniósł nad balonem obserwacyjnym 23 sierpnia 1917 roku. Do końca wojny odniósł jeszcze 4 zwycięstwa.
Richard Paul Rothe latał na samolotach Albatros D.V oraz Fokker D.VIII.
Dalsze losy Rothea nie są znane. Wiadomo tylko, że zmarł Lipsku w 1961 roku.

## Odznaczenia
- Krzyż Żelazny I Klasy
- Krzyż Żelazny II Klasy